# James Burke (gangster)
James Burke (alias Jimmy the Gent eller the Irish Guinea), ursprungligen Conway, född 5 juli 1931 i New York, död 13 april 1996 i fängelse i Buffalo, New York (i lungcancer), var en amerikansk gangster, främst känd för en kupp mot Lufthansas terminal vid John F. Kennedy International Airport i New York 11 december 1978, genomförd i samarbete med Lucchesefamiljen. Burke gestaltades av Robert De Niro i filmen Maffiabröder (Goodfellas).
Burkes mor var född på Irland. Han hade anknytning till gängen i Hell's Kitchen men med kontakter med familjen Lucchese redan på 1950-talet, och var känd för att sällan använda sig av våld, vilket renderade honom smeknamnet Jimmy the Gent ("Jimmy Gentlemannen"). Ett av hans favoritbrott var bedrägeri, ett annat var smuggling av cigaretter. När han på 1970-talet åkte fast och blev dömd till fem års federalt fängelse var han känd som lånehaj, sedelförfalskare och hälare.
Redan innan Burke frigavs 1978 hade han börjat planera för sin sista stora stöt, ett "jobb" som många andra gangstrar traktat efter men som tack vare Burkes kontakter med Lucchese gick till honom. "Stöten" mot Lufthansas terminal på Kennedyflygplatsen gav 10 miljoner dollar, i kontanter och till viss del i juveler. Större delen av bytet återfanns aldrig. Burke kom att dö i fängelse liksom den capo Paul Vario vars decina (crew) han tillhörde. Båda angavs av en medbrottsling, Henry Hill, på vilkens liv filmen "Maffiabröder (The Goodfellas)" bygger på.
Burke, som åtalats i saken 1980, dömdes alltså för mord, på en av de döda medhjälparna.